# Salmone (araldica)
In araldica il salmone è un pesce molto usato nell'araldica civica delle città del Nord Europa.

## Posizione araldica ordinaria
Il salmone, come la maggior parte dei pesci, si rappresenta posto in fascia.

Tre salmoni alettati e caudati di rosso, posti in fascia ed ordinati in palo (stemma di Laholm, Svezia)
Partito: nel 1° di rosso, a due salmoni addossati d'argento (Ruppes, Francia)
Semipartito di rosso, a due salmoni addossati d'argento, e d'argento, alla croce di rosso[1] (Azoudange, Francia)